# 讃王
讃王（さんのう）は、昔瀬戸内海にいた悪魚を退治した人物。讃留霊王（さるれお）とも。
『古事記伝』などでは讃王を景行天皇の御子神櫛王としている。西讃では吉備武彦の孫であり、日本武尊の子である建貝児王（たけかいこおう）と同一人物とする伝承もある。

## 伝説
景行天皇の御世に讃岐国の城山城を治めたとされる。
伝承によれば、その時代の瀬戸内海では凶暴な悪魚が人々を困らせていた。讃王はこのことを聞きつけたくさんの船をつれて退治に行った。ところが、一人の兵士が悪魚に飲み込まれてしまった。その兵士が悪魚の腹の中で刀を抜いて暴れ出し悪魚は苦しくなって死んでしまった。以後、讃岐の漁師は自由に魚を取ってもよくなった。
丸亀市飯山町には、讃王を祭った讃王神社および讃留霊王神社が存在する。また弘憲寺には讃王の肖像画が、綾川町にある北条池の付近には讃留霊王の墓がある。